# Istituto Max Planck di matematica

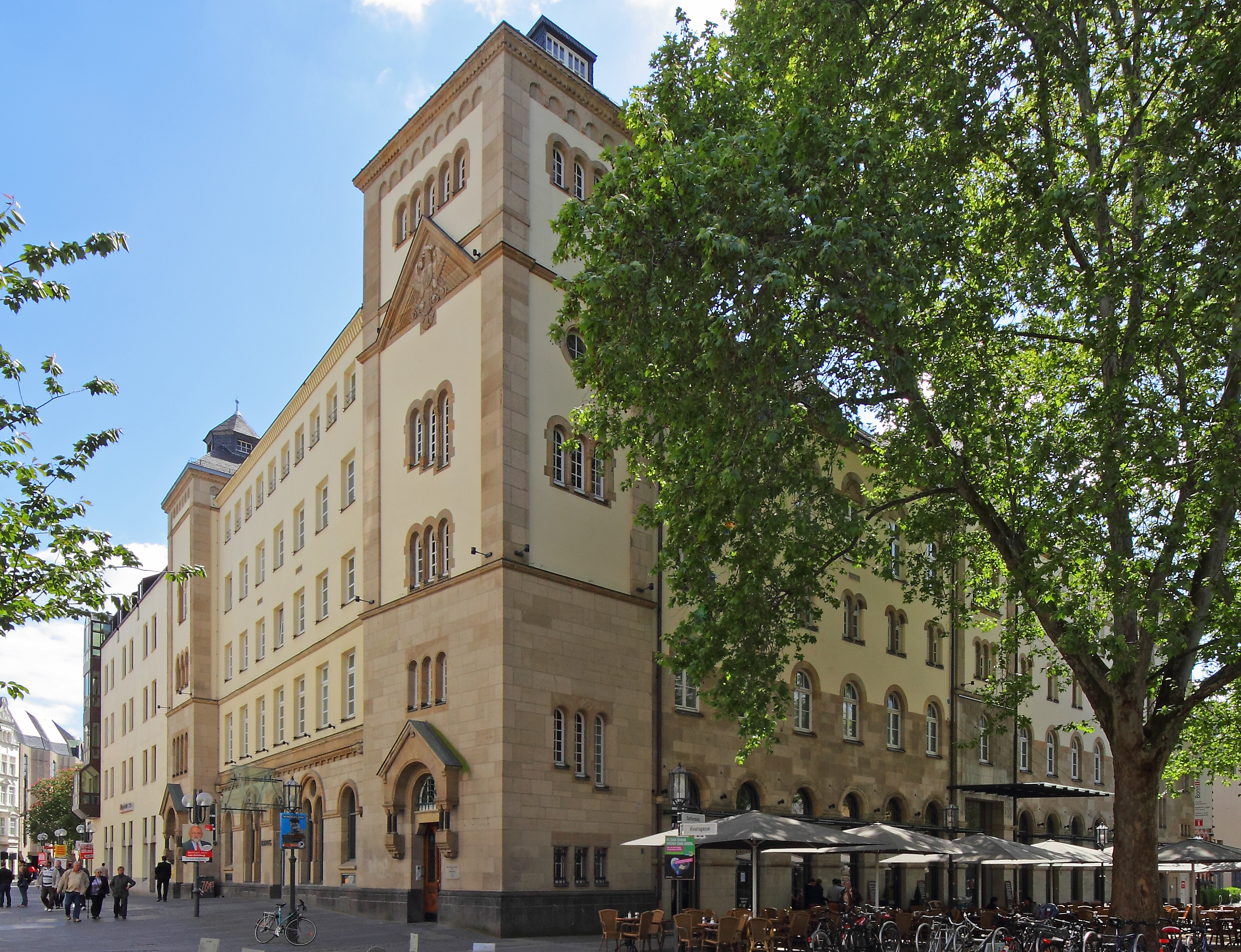
Edificio dell'Istituto a Bonn.

L'istituto Max Planck di matematica (in tedesco: Max-Planck-Institut für Mathematik) è un centro di ricerca in  matematica con sede a Bonn in Germania. È uno degli ottanta istituti di ricerca della Società Max Planck.

## Descrizione
Le discipline studiate coprono una vasta gamma delle aree di studio della matematica: teoria dei numeri e geometria aritmetica, sistemi dinamici, rappresentazione dei gruppi, topologia e topologia algebrica, geometria differenziale, geometria algebrica, geometria complessa, geometria non commutativa e fisica matematica.
L'istituto conta un numero ridotto di ricercatori titolari, mentre la maggior parte dei ricercatori sono ospiti temporanei invitati dall'istituto stesso.
L'istituto è stato fondato nel 1980 dal matematico Friedrich Hirzebruch che l'ha diretto fino al suo ritiro avvenuto nel 1995. Gli attuali direttori sono Gerd Faltings e Don Zagier.